# Neomicropteryx elongata
Neomicropteryx elongata là một loài bướm đêm thuộc họ Micropterigidae. Nó được Issiki miêu tả năm 1953. Loài này có ở Nhật Bản.
Chiều dài cánh trước là 5.5-6.1 mm đối với con đực và 5.4-5.5 mm đối với con cái.